# Siemtje Möller
Siemtje Möller (Emden, 20 luglio 1983) è una politica tedesca. Insegnante e membro del Partito socialdemocratico SPD, ricopre la carica di parlamentare al Bundestag in rappresentanza del collegio dallo stato della Bassa Sassonia dal 2017.

## Biografia
Möller è cresciuto a Emden e Oldenburg. Ha studiato francese e spagnolo a Gottinga ed è stata insegnante a Braunschweig, Berlino, e più recentemente al Neue Gymnasium di Wilhelmshaven. 

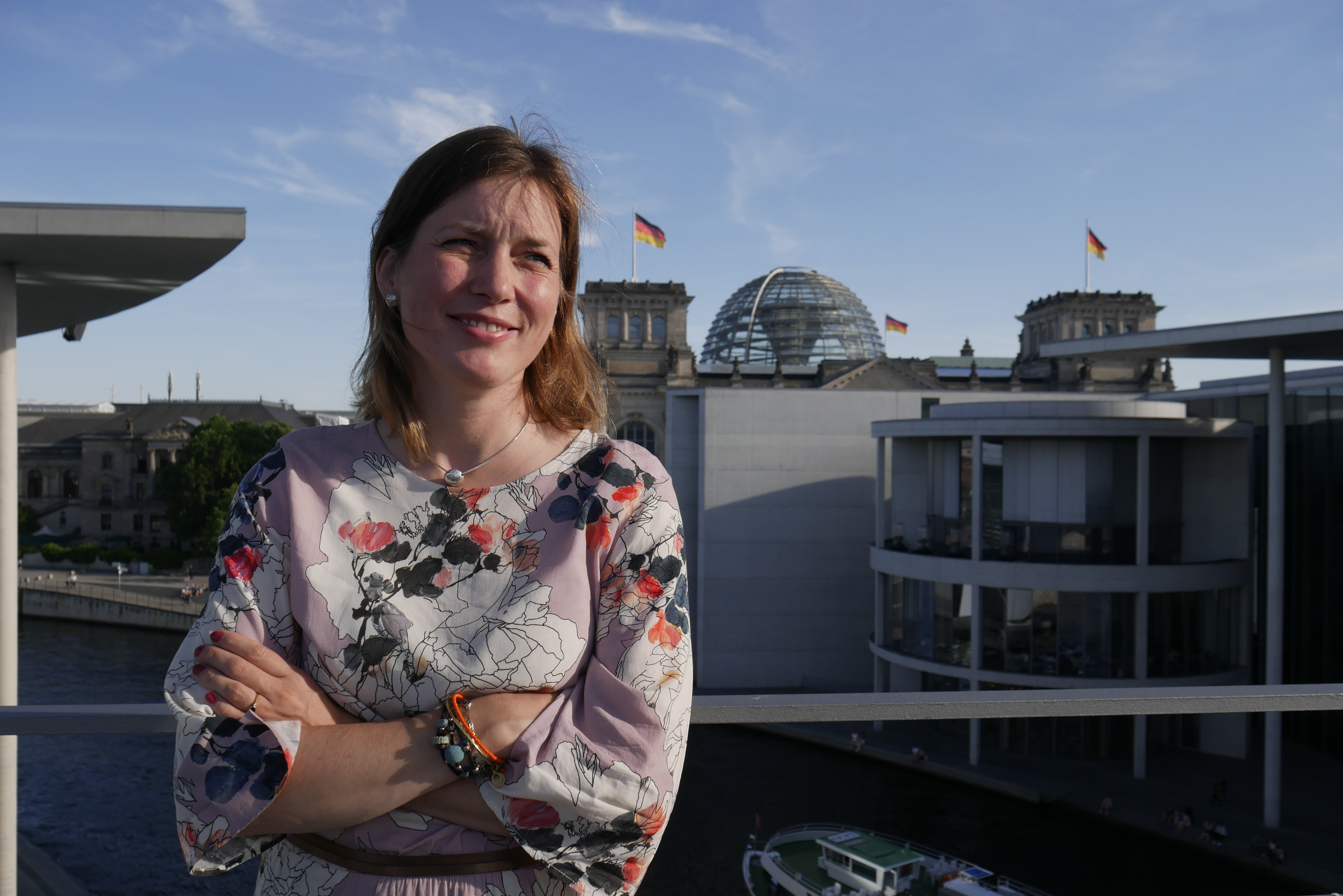
Siemtje Möller fuori dal Reichstag (2019)

Möller è entrata a far parte della SPD nel 2010. Nelle elezioni del Bundestag del 2017, ha vinto il mandato diretto della circoscrizione 26 Friesland/Wilhelmshaven/Wittmund. Nella 19ª legislatura è membro delle commissioni per la difesa e lo sport del Bundestag tedesco. Inoltre, è membro supplente della commissione per gli affari esteri e della commissione Enquete "Intelligenza artificiale".
Nel 2019 è stata inviata alla commissione d'inchiesta della commissione di difesa della 19ª legislatura del Bundestag tedesco. Insieme al politico del bilancio Dennis Rohde, ha svolto il lavoro educativo per il suo gruppo parlamentare. Nel corso della commissione d'inchiesta, ha accertato che le indagini amministrative del Ministero federale della Difesa in merito all'affare dei consulenti non erano state svolte con enfasi, ma avevano lo scopo di portare un sollievo per la leadership politica. Di conseguenza, ha chiesto una revisione della legge sul comitato investigativo e norme più chiare per l'archiviazione del traffico SMS. 
Nel dicembre 2020, si è pronunciata chiaramente a favore dell'armamento dei droni della Bundeswehr. 
Möller ha vinto il mandato diretto nelle elezioni del Bundestag il 26 settembre 2021 con il 45,4% dei voti nella circoscrizione 26, Friesland-Wilhelmshaven-Wittmund. 

## Vita privata
Siemtje Möller è sposata e ha due figli. Vive con la famiglia a Varel.  Möller è membro dell'Arbeiterwohlfahrt (AWO) e, come insegnante, anche membro dell'Unione dell'istruzione e della scienza (GEW).